# Emercoin
EmerCoin (Емеркоїн, EMC) — криптовалюта з двома типами генерації (майнінгу): proof-of-work і proof-of-stake. Криптографія базується на хешах SHA-256. Код відкритий (за ліцензією GPL v3.0).
За словами керівника проєкту, EmerCoin зроблений як гібрид NameCoin і PPCoin.
ПЗ гаманця використовує STUN для отримання зовнішньої IP-адреси. Є відкрите API для взаємодії з іншими додатками.

## Можливості
Розробники позиціонують EmerCoin як розподілену систему довірчої інформації і вважають пріоритетом розвивати проєкт як безпечну мультисервісну розподілену мережу.
Реалізовані сервіси (на вересень 2015 року):
- Зберігання пар Ім'я-Значення (Name-Value Storage, NVS) в криптоблоці, є основою для різних сервісів:
  - Виконання операцій на користь довільного імені, яке співставлене гаманцеві;
  - Розподілений DNS (EMCDNS)[2];
  - Безкоштовні сертифікати SSL (EMCSSL) — криптоблоки (блокчейни) використовуються як розподілене довірче сховище відбитків клієнтських сертифікатів SSL[3][4];
  - Сховище електронних візитівок (InfoCard) для використання разом з EMCSSL;
  - Сховище публічних ключів PKI, Public Key Infrastructure — міст між додатком і криптоблоками EMC, що дозволяє безпечне і децентралізоване керування PKI;
    - EMCSSH — керування доступом до серверів по протоколу SSH за допомогою PKI в блокчейні EmerCoin[5];

  - Сховище для цифрових відбитків (EMCTTS);
    - EMCDPO — можливість підтвердити авторство цифрового контенту (пріоритет створення будь-якого файлу), для чого перед публікацією файлу потрібно розмістити його відбиток і свій підпис у криптоблоці Emercoin.

  - Бібліотека мікроплатежів для потокових медіа (EMCSTREAM);
  - Розподілений торент-трекер Magnet;
  - Анонімна розподілена дошка оголошень (EmerBoard) на основі блокчейну.
- Мережа обміну рекламними посиланнями (EMCLNX) — P2P мережа текстової реклами, заснована на моделі оплати за клік. Використовує NVS як розподілене сховище рекламних контрактів і монети EmerCoin (EMC) як платіжний засіб[6].

### Доменні зони EMCDNS
Розподілений DNS (EMCDNS) обслуговує декілька доменних зон:
- .bazar
- .coin
- .emc
- .lib

## Історія
- 2013, 8 грудня: запуск проєкту (перший реліз ПЗ, анонс на тематичних форумах).
- 2014, 11 лютого: запущений спонсорський проєкт оплати емеркоїнами розрахунків Folding@Home.
- 2014, 4 листопада: реліз 0.3.0. Додане розподілене сховище даних загального призначення Name-Value Storage (NVS). На базі NVS реалізований розподілений альтернативний DNS.
- 2014, 10 грудня: реліз 0.3.2. З'явився механізм керування субдоменами в DNS NVS. В доповнення до зон .coin і .emc введені зони .lib і .bazar.
- 2015, 30 листопада: невідомими здійснена атака на емеркоїни. Скориставшись вразливістю, що була успадкована від PPCoin, зловмисник створив відгалуження ланцюжка криптоблоків і частина вузлів емеркоїн-мережі стала обслуговувати це фіктивне відгалуження. 1 грудня 2015 року вразливість протоколу ppc була усунута.
- 2016, 4 січня: емеркоїн увійшов в число партнерів програми Microsoft Azure BaaS[8].
- 2016, 15 серпня: реліз 0.5.0. Код базується на bitcoin core 0.10.2. Розробники стверджують, що EmerCoin є першою POS-криптовалютою, яка використовує це ядро блокчейну.
- 2016, 6 жовтня: реліз 0.5.1. Виправлена помилка роботи з файлом гаманця.
- 2016, 22 грудня: реліз 0.5.2. Код базується на bitcoin core 0.10.2, при відображенні тексту в полях NVS розпізнається UTF-8, додана підтримка ENUM.
- 2016, 29 грудня: реліз 0.5.2.1. Виправлена помилка відображення суми після коми при запиті через RPC.
- 2017, 13 лютого: реліз 0.6.0. Доданий спільний майнінг з біткойном і усунута потенційна вразливість протоколу.

## Використання
Всі доменні зони, які підтримуються EmerCoin, доступні через «DNS-шлюз» emergate.net, наприклад, «emer.coin» доступний як «emer.coin.emergate.net».
З лютого 2015 року доменна зона flibusta.lib використовується електронною бібліотекою Флібуста для доступу користувачів, який блокується іншими системами DPI провайдерів.
З червня 2015 року CMS Drupal підтримує аутентифікацію користувачів через EMCSSL.
З серпня 2015 року EMCDNS підтримують деякі «вихідні вузли» Tor.[джерело не вказане 2855 днів]
Сервери DNS проєкту OpenNIC «ресольвують» домени розміщені в Emercoin.
З лютого 2014 року можна було заробити емеркоїни участю у проєкті Folding@Home (колективні розрахунки білкових молекул Стенфордського університету): спонсори оплачували емеркоїнами розрахункові бали Folding@Home. У 2016 році виплати эмеркоїнами були припинені через вичерпання спонсорських коштів.
У 2015 році компанія Hashcoins ввела EMCSSH
К травні 2016 року реалізована підтримка доменних імен в мережі I2P зі зберіганням записів про домени в блокчейні Emercoin.
Представництво ООН в Республіці Молдова тестує можливість використання блокчейну Emercoin для керування парком автомашин з метою зниження видатків. Ця робота проводиться в рамках програми розвитку ООН (ПРООН).
З січня 2017 року браузерний плагін FriGate підтримує доменні зони EMCDNS.
17 березня 2017 року на конференції BlockchainUA одна з компаній холдингу Deloitte представила реєстр корпоративної документації на блокчейні Емеркоїн — «DocSensus».

## Разробники
Разробники EmerCoin називають себе «EmerCoin International Development Group».
Деякі особи:
- Євген Шумилов (Garrett) — керівник проєкту;
- Олег Ховайко (maxihatop) — Chief Technical Officer.